# (535466) 2015 AK281
(535466) 2015 AK281 est un objet transneptunien faisant partie des cubewanos.

## Caractéristiques
(535466) 2015 AK281 mesure environ 190 km de diamètre.